# Kyselica
Kyselica es un municipio del distrito de Dunajská Streda en la región de Trnava, Eslovaquia, con una población estimada a final del año 2024 de 270 habitantes.
Se encuentra ubicado al sur de la región, cerca de los ríos Danubio y Váh, y de la frontera con Hungría y la región de Bratislava.

## Demografía
| Año        | 1994 | 2004    | 2014     | 2024  |
| ---------- | ---- | ------- | -------- | ----- |
| Población  | 124  | 136     | 150      | 270   |
| Diferencia |      | +9,67 % | +10,29 % | +80 % |

| Año        | 2023 | 2024    |
| ---------- | ---- | ------- |
| Población  | 254  | 270     |
| Diferencia |      | +6,29 % |